# NGC 1515A
NGC 1515A је спирална галаксија у сазвежђу Златна риба која се налази на NGC листи објеката дубоког неба.
Деклинација објекта је - 54° 6' 47" а ректасцензија 4h 3m 50,0s. Привидна величина (магнитуда) објекта NGC 1515 износи 14,6 а фотографска магнитуда 15,4. NGC 1515A је још познат и под ознакама ESO 156-34, FAIR 397, PGC 14388.